# Astragalus ledinghamii
Astragalus ledinghamii är en ärtväxtart som beskrevs av Rupert Charles Barneby. Astragalus ledinghamii ingår i släktet vedlar, och familjen ärtväxter. Inga underarter finns listade i Catalogue of Life.